# マラゴス・チョコレート
マラガス農業ベンチャー会社（マラゴスのうぎょうベンチャーかいしゃ 英語: Malagos Agri-Ventures Corporation 商号マラゴス・チョコレート）はフィリピンの食品加工と原料栽培の企業。ビーン・トゥ・バー（チョコレートの栽培・加工一貫管理）に取り組む本拠地はダバオ市。

## 歴史
創業は2003年、プエンテスピア夫妻（Roberto and Charita Puentespina）がカカオ農園の地権をバギオ地区（ダバオ市）に借りた時に始まる。妻のチャリータ（Charita Puentespina）は荒れた農地を手入れして、安定したカカオの実の収穫にこぎつけた。さらに種を焙煎して細かくすりつぶし、型に入れて「タブレア」（tablea ） に加工し販売を手がける。タブレアはフィリピン特産の飲料用無加糖チョコレートである。
アメリカのチョコレート菓子製造企業のマーズ （Mars）は原料調達担当を2007年12月に創業者のプエンテスピナ夫妻と面会させて、カカオ栽培の手順を教えると持ちかけた。マーズ社カカオ開発センター（ Mars Cocoa Development Center）を現地に開設。
この経緯から、2012年10月にマラゴス農業ベンチャーが発足、やがて single-origin cocoa liquorの製造に取り組む。販売部門を翌2013年6月に設立すると、チョコレート製品の種類を増やしていった。

## 商材とサービス
当社のカカオ生産部門はフィリピン政府果樹産業管理事務所の認証を受けタロモ山系の麓で操業する。加工施設は海抜 350メートル (1,150 ft) 地点に広がり、チョコレートの原料である豆の発酵、乾燥、選別と焙煎を手がける。
当社が使う原料カカオ豆はA等級のトリニタリオ（Trinitario）という品種で、これはフォラステロ種とクリオロ種の交配種である（Forestero、Criollo）。
カカオの挿し木と種苗の頒布はミンダナオ島全域にわたり、カカオ豆を買い付ける小規模農家はダバオ地区のおよそ100軒。
カカオ園内に置いたリゾート「マラゴス・ガーデン・リゾート」には、2016年11月に「チョコレート博物館」と呼ぶ展示と体験型施設を開いた。

## 評価
2017年10月時点の報道によると、フィリピンの当社ほか製造元数社でパリ（フランス）の〈サロン・ド・ショコラ〉（Salon du Chocolat 10月28日–11月1日）に出展するという。
創業以来、主力商品は国際的なチョコレート品評会で次の7つほか複数の賞を受けた。
当社のダークチョコレートの受賞の一部を述べる。
- 2015年、銀賞。ハノーファー国際チョコレート品評会（ドイツ）[3]、甘味を添加しないチョコレートも評価された。

- 2015年銀賞、4月 着香していない飲用チョコレート部門（the Best Unflavoured Drinking Chocolate、翌2016年銀賞）。
- 2017年銅賞、カカオ含有率62パーセントと72パーセントのビターチョコレート[3]。
- 2017年、優良カカオ豆プログラム（フランス）。カカオ豆の世界上位50入り。応募総数40ヵ国166件より選ばれた[9]。